# Olympische Sommerspiele 2024/Segeln – 49er (Männer)
Die Segelregatta mit dem 49er der Männer bei den Olympischen Sommerspielen 2024 fand vom 28. Juli bis 2. August vor dem Marina de Marseille statt.

## Zeitplan
| ● | Regatta | ● | Medaillenrennen |

| Datum   | Juli    | Juli    | Juli    | Juli     | August | August          |
| Datum   | 28. So. | 29. Mo. | 30. Di. | 31. Mi.  | 1. Do. | 2. Fr.          |
| ------- | ------- | ------- | ------- | -------- | ------ | --------------- |
| Regatta | 1/2/3   | 4/5/6   | 7/8/9   | 10/11/12 |        | Medaillenrennen |

## Ergebnisse
| - † = Streichergebnis - UFD = „U“ flag disqualification (Disqualifiziert (Start unter „U“-Flagge)) - BFD = „Black“ flag disqualification (Disqualifiziert (Start unter schwarzer Flagge)) - RDG = Redress given (Anerkannte Abhilfe) - DNF = Did not finish (Rennen nicht beendet) - DNC = Did not contested (Nicht in den Startbereich gekommen) - DPI = Discretionary Penalty Imposed (Ermessensstrafe verhängt) - DSQ = Disqualifikation - RET = Retired (Zurückgezogen nach Wettbewerbsbeginn) - OCS = On the course side of the starting line (Falsche Position bei Start) - SCP = Scoring penalty (Wertungsstrafe) |

| Rang | Athleten                            | Nation             | Regatta   | Regatta   | Regatta | Regatta | Regatta   | Regatta   | Regatta | Regatta | Regatta | Regatta    | Regatta | Regatta    | Regatta  | Punkte | Punkte                |
| Rang | Athleten                            | Nation             | 1         | 2         | 3       | 4       | 5         | 6         | 7       | 8       | 9       | 10         | 11      | 12         | MR       | Gesamt | Mit Streich- ergebnis |
| ---- | ----------------------------------- | ------------------ | --------- | --------- | ------- | ------- | --------- | --------- | ------- | ------- | ------- | ---------- | ------- | ---------- | -------- | ------ | --------------------- |
| 1    | Diego Botín Florián Trittel         | Spanien            | 16†       | 6         | 4       | 5       | 11        | 2         | 3       | 2       | 2       | 15         | 12      | 6          | 2        | 86     | 70                    |
| 2    | Isaac McHardie William McKenzie     | Neuseeland         | 1         | 3         | 8       | 8       | 1         | 1         | 11      | 18†     | 17      | 1          | 10      | 15         | 6        | 100    | 82                    |
| 3    | Ian Barrows Hans Henken             | Vereinigte Staaten | 8         | 7         | 17†     | 9       | 9         | 5         | 10      | 7       | 3       | 2          | 8       | 12         | 8        | 105    | 88                    |
| 4    | Robert Dickson Sean Waddilove       | Irland             | 9         | 4         | 1       | 4       | 2         | 21† (DSQ) | 4       | 13      | 9       | 11         | 14      | 2          | 18       | 112    | 91                    |
| 5    | Dominik Buksak Szymon Wierzbicki    | Polen              | 10        | 8         | 6       | 1       | 18†       | 14        | 8       | 1       | 13      | 9          | 5       | 8          | 10       | 111    | 93                    |
| 6    | Bart Lambriex Floris van de Werken  | Niederlande        | 13        | 1         | 7       | 16      | 7         | 11        | 19†     | 6       | 7       | 13         | 1       | 13         | 4        | 118    | 99                    |
| 7    | James Peters Fynn Sterritt          | Großbritannien     | 18        | 11        | 13      | 6       | 5         | 4         | 5       | 11      | 1       | 19†        | 6       | 5          | 14       | 118    | 99                    |
| 8    | Sébastien Schneiter Arno de Planta  | Schweiz            | 2         | 9         | 11      | 17      | 3         | 19†       | 1       | 5       | 15      | 6          | 4       | 19         | 12       | 123    | 104                   |
| 9    | Šime Fantela Mihovil Fantela        | Kroatien           | 12        | 15†       | 12      | 13      | 4         | 6         | 2       | 15      | 8       | 10         | 2       | 1          | 22 (OCS) | 122    | 107                   |
| 10   | Hernán Umpierre Fernando Diz        | Uruguay            | 5         | 2         | 14      | 2       | 17        | 13        | 18†     | 9       | 4       | 8          | 13      | 7          | 16       | 128    | 110                   |
| 11   | Jakob Meggendorfer Andreas Spranger | Deutschland        | 6         | 21† (BFD) | 3       | 12      | 8         | 3         | 16      | 12      | 11      | 7          | 17      | 14         |          | 130    | 109                   |
| 12   | Erwan Fischer Clément Piquin        | Frankreich         | 7         | 16        | 2       | 3       | 19        | 10        | 7       | 8       | 12      | 21† (UFD)  | 20      | 11         |          | 136    | 115                   |
| 13   | Wen Zaiding Liu Tian                | China              | 4         | 10        | 15      | 7       | 6         | 15        | 13      | 14      | 5       | 15,5 (DPI) | 21†     | 14,5 (DPI) |          | 140    | 119                   |
| 14   | Benjamin Bildstein David Hussl      | Österreich         | 3         | 5         | 9       | 11      | 13        | 17        | 17      | 19†     | 6       | 16         | 15      | 10         |          | 141    | 122                   |
| 15   | Jim Colley Shaun Connor             | Australien         | 19        | 17        | 10      | 14      | 10        | 9         | 12      | 3       | 10      | 3          | 16      | 20†        |          | 143    | 123                   |
| 16   | Yannick Lefèbvre Jan Heuninck       | Belgien            | 20†       | 19        | 5       | 15      | 15        | 7         | 14      | 17      | 19      | 4          | 3       | 9          |          | 147    | 127                   |
| 17   | William Jones Justin Barnes         | Kanada             | 14        | 13        | 20†     | 18      | 12        | 8         | 15      | 4       | 20      | 14         | 7       | 17         |          | 162    | 142                   |
| 18   | Daniel Nyborg Nikolaj Buhl          | Dänemark           | 11        | 18        | 18      | 10      | 21† (UFD) | 16        | 6       | 16      | 18      | 17         | 18      | 3          |          | 172    | 151                   |
| 19   | Marco Grael Gabriel Simões          | Brasilien          | 21† (DPI) | 14        | 16      | 20      | 16        | 18        | 9       | 10      | 16      | 12         | 19      | 16         |          | 187    | 166                   |
| 20   | Akira Sakai Russell Aylsworth       | Hongkong           | 17        | 12        | 19      | 19      | 14        | 12        | 20†     | 20      | 14      | 18         | 9       | 18         |          | 192    | 172                   |